# المكتبة المحمودية
المكتبة المحمودية هي مكتبة خاصة بالمدينة المنورة اشتهرت هي ومكتبة عارف حكمت لاحتوائها على وثائق ومخطوطات قديمة. جددها السلطان محمود الثاني سنة 1237هـ (الموافق 1821م) وألحقها بالمدرسة التي بنيت في عهد قايتباي، عقب حريق المسجد النبوي سنة 886هـ (1481م). ضُمَّتِ المكتبةُ المَحموديةُ إلى مكتبة الملك عبدالعزيز بالمدينة المنورة.

## المخطوطات
تحتوي المكتبة على 3,314 مخطوطًا من المخطوطات الثمينة النادرة، كما تحتوي على 3,765 مطبوعًا حجريًا. جزء من هذه المطبوعات كانت أوقافًا شخصيةً حديثةً. اشتهرت المكتبة المحمودية بكثرة مخطوطاتها في العلوم الشرعية الإسلامية مثل: التفسير والحديث والفقه الحنفي والحنبلي والتاريخ. كما تتميز بكثرة المجاميع الخطية التي تحتوي على عدة رسائل لمؤلفين مختلفين، تصل في بعضها إلى أربعين رسالة. تتراوح تواريخ المخطوطات إلى ما بين القرنين الرابع والثالث عشر الهجري.
من أبرز المخطوطات التي احتوتها المكتبة:
1. الجزء الأول: من شرح منتهى الإرادات في جمع المقنع مع التنقيح وزيادات معونة أولي النهي شرح المنتهي للفقيه الفتوحي الحنبلي. برقم (1431). بخط: عبد الله بن محمد بن عبد الله بن بسام «نسخ في سنة: 1039هـ. وعدد أوراقها «267» فقه حنبلي. والمخطوط هو وقف لوجه الله تعالى كما جاء على يسار الورقة. وقد أوقفه (سليمان بن عبد الله ابن عكلي) في عام 1205هـ ثم على يسار الورقة الأولى «وقف لوجه الله تعالى على طلبة العلم.. سنة 1213هـ». وكذلك أسفله وقف آخر «سليمان بن عبد الله بن عكلي». (انظر: لوحة رقم 1,2).
2. الإقناع لطالب الانتفاع للحجاوي. عدد أوراقها «179» ورقة. وهي برقم (1399). جاء على ورقتها الأولى (هذا الكتاب وقف على طلبة العلم من الحنابلة رحم الله موقفه). وتاريخ نسخة في عام 1048هـ. وهو بخط: (عبد الله بن محمد بن عبد الله بن محمد بن علي بن محمد بن عبد الله بن بسام). وآخرها (تم الكتاب المبارك بحمد الله وحسن توفيقه بعد الظهر يوم الاثنين عشرين شوال أحد شهور سنة 48 بعد الألف هجرية..) (انظر لوحة 3).
3. الجزء الثالث من شرح الإقناع للبهوتي الحنبلي. وهي (برقم 1410) ويظهر على الورقة الأولى -ما بين العنوان- تعليقات العلامة المنقور في الأعلى والأسفل وخطه مقروء ولكنه ليس جميلاً حيث احتفظ بمجوعة من خطوطه الأصلية رحمه الله. ثم أسفل تعليقاته قال بخط واضح (من فضل المنعم الشكور ملكه الفقير إلى عفو ربه الغفور أحمد بن محمد المنقور). وقع المخطوط في (227 صفحة) وتم نسخه في عام 1095هـ جاء في آخره ما نصه (وكان الفراغ من هذا الجزء يوم الجمعة سادس ربيع الآخر سنة خمس وتسعين وألف على يد الفقير الحقير كثير الإساءة وكذلك والتقصير إبراهيم بن سليمان غفر الله ذنوبه...). (لوحة 4).
4. سنن الترمذي برقم (785). على الورقة الأولى وقف وهي بخط (عبد الله بن عون). وتقع في (321) ورقة وآخرها ترجمة للترمذي. ويبدوا أنها نسخت ككثير من منسوخاته في الثلث الأول من القرن الثالث عشر الهجري. (لوحة 5). وقد أشار لها في سجل كتبه الموقفه.
5. كتاب الجامع الصغير للسيوطي برقم (813). ويقع في (378 ورقة) جاء آخرها ما نصه (وكان الفراغ من هذا الكتاب بعون الله وحسن توفيقه عشية الأحد الخامس من شهر ربيع الثاني بقلم الفقير المسكين الذليل علي بن راشد بن دغيثر بن راشد بن مرحل الشافعي مذهباً الرفاعي مشرباً غفر الله له ولوالديه وللمسلمين والمرجو من الله ببركته أن يشفع لنا بتسويد الحديث وكان سنة 1091هـ على مهاجرها أفضل الصلاة والسلام وكان ذلك بأمر مالكه الشيخ محمد بن موسي) ثم على يسارها جاء (وكان مدة أيام كتابته ثمانية وثلاثين يوماً). (لوحة 6).
6. مجموعة الرسائل والفتاوى لشيخ الإسلام أبي العباس أحمد بن تيمية. برقم (2593) وعليها تملك باسم (ملكه من فضل ربه علي بن محمد بن عبد الوهاب بن سليمان عفا الله عنه). وعلى هذه النسخة إضافات وتعليقات. وتقع في (374) ورقة. (لوحة 7).
7. مختصر الإنصاف والشرح الكبير للشيخ محمد بن عبد الوهاب. نسخ في: 13/شوال/ 1212هـ. وهو برقم (1448). عدد أوراقه «242» ورقة.
8. الجزء الأول من شرح المقنع للمقدسي برقم (1412). يقع في (292 ورقة) وعلى الورقة الأولى وقفية للشيخ محمد بن ربيعة العوسجي رحمه الله وعليه مطالعه في عام 936هـ. وعلى وقفيته شهود عدة.
9. نسخة من شرح المنتهي للبهوتي (تقع في 392) وهي برقم (1457) في أعلى الورقة الأولى ما نصه (بفضل الله المولى ونشكره علي بن عبد القادر بن عبد الله ثم بعد ذلك ملكه سليمان بن ابرهيم) نسخت في (أول شهر الله المحرم الحرام ابتدأ سنة خمس ومئة وألف من هجرة سيدنا محمد عليه وعلى آله وصحبه وسلم..) (لوحة 10).
10. الجزء الأول من كشاف القناع للبهوتي (برقم 1411). عدد ورقاته «297» آخره: تم الكتاب بحمد الله وشكره في شهر جمادى الآخرة من شهور سنة 1134هـ من هجرة محمد عليه أفضل الصلاة والسلام علي يد العبد الفقير المقر بالزلل والتقصير عجلان بن منيع ابن سويلم غفر الله له ولوالديه..).

## التسمية
تُنسب تسميتها بالمحمودية إلى السلطان محمود الثاني الذي جدد مدرسة السلطان قايتباي. راودت فكرة إنشاء المدرسة باسم السلطان نتيجة لعوامل عدة، منها أن المدرسة التي وقفها السلطان قاتيباي قد أُهملت من سنوات طويلة، وأن الدراسة فيها قد انقطعت، بالإضافة إلى أن عين الوقف قد تعطلت مما جعل السلطات العثمانية تفكر بإحياء المدرسة من جديد لتؤدي مهمتها السابقة، ولكن تحت اسم المدرسة المحمودية. وأسهم وجود كمية كبيرة من الكتب المصادرة والمنقولة من نجد والأحساء إلى المدينة المنورة في التخطيط إلى إنشاء مكتبة لوضع هذه المخطوطات فيها. خصوصاً وأن محمدَ علي باشا لم يرفع الأمرَ للسلطانِ بوجود مثل هذه الكميات من المخطوطات إلا في 1236هـ/1821م طالباً توجيه السلطان بكيفية التصرف فيها، وقد وجهه بأن تحفظ الكتب في مكتبة المدرسة بالمدينة المنورة.

## التاريخ
عند قيام الدولة السعودية الأولى بقيادة الإمام محمد بن سعود وتعاضده مع الشيخ محمد بن عبد الوهاب في بلدة الدرعية عام 1157هـ، احتفظ قادة ومصلحو الدولة السعودية الأولى بكم كبير من الخزائن والمخطوطات الخاصة والمؤلفات المتعددة. ومن أبرز ما تم جمعه بعد سقوط الدولة السعودية الأولى، هو ما حمله إبراهيم باشا وحسين بك من هذه الخزائن المتعددة وعلى فترات متفرقة. حيث تشير الوثائق المصرية أن ما تم جمعه خلال عام السقوط: 1233هــ يصل إلى قرابة 600 مخطوطٍ. بينما في الفترة الثانية، وهي فترة الاضطراب التي قادها حسين بك، فقد وصل إلى أكثر من 300 مخطوط. جُمعت كل هذه المخططات في المكتبة المحمودية بالمدينة النبوية بعد مشاورات وردود متعددة. إلى أن وجه أخيرا محمد علي، شيخ الحرم النبوي، في تاريخ 18 شوال، 1237هـ إلى محافظ المدينة بأن توضع الكتب والمصاحف في كتب خانة الحرم للانتفاع بها.

وقد أشار إلى نقل وأخذ هذه المخطوطات جورج سادلير في كتابه: «رحلة عبر الجزيرة العربية»
وعندما تمكن إبراهيم من وضع يده على الدرعية، دخل القلعة ودخل بيت عبد الله [بن سعود] مع بعض خدمه الموثوقين. ولم يسمح لأي فرد من عائلته أن يحمل شيئاً يمكن نقله إذ كان يتوقع، بلا شك، أن يجد بعض النفائس الأمر الذي اعتقد أنه خاب أمله به. ويعتقد أن مجموعةً هائلةً من الكتب كُدست وأرسلت إلى المدينة المنورة ابتهاجاً بالنصر، ليفحصها المختصون في العلوم الدينية قبل السماح بقراءتها.
طبعت قائمة بجميع الكتب والمخطوطات التي أخذت من الدولة السعودية في الدرعية والرياض وغيرهما من المناطق وأدرجت كاملةً في كتاب: «مكتبة الإمام عبد الله بن سعود» الذي صدر عن مكتبة الملك عبد العزيز العامة عام 1427هـ.

## وصلات خارجية
- المكتبة المحمودية.. 100 عام من نشر وبيع الكتب الإسلامية.